# الوجيز في فقه الإمام الشافعي

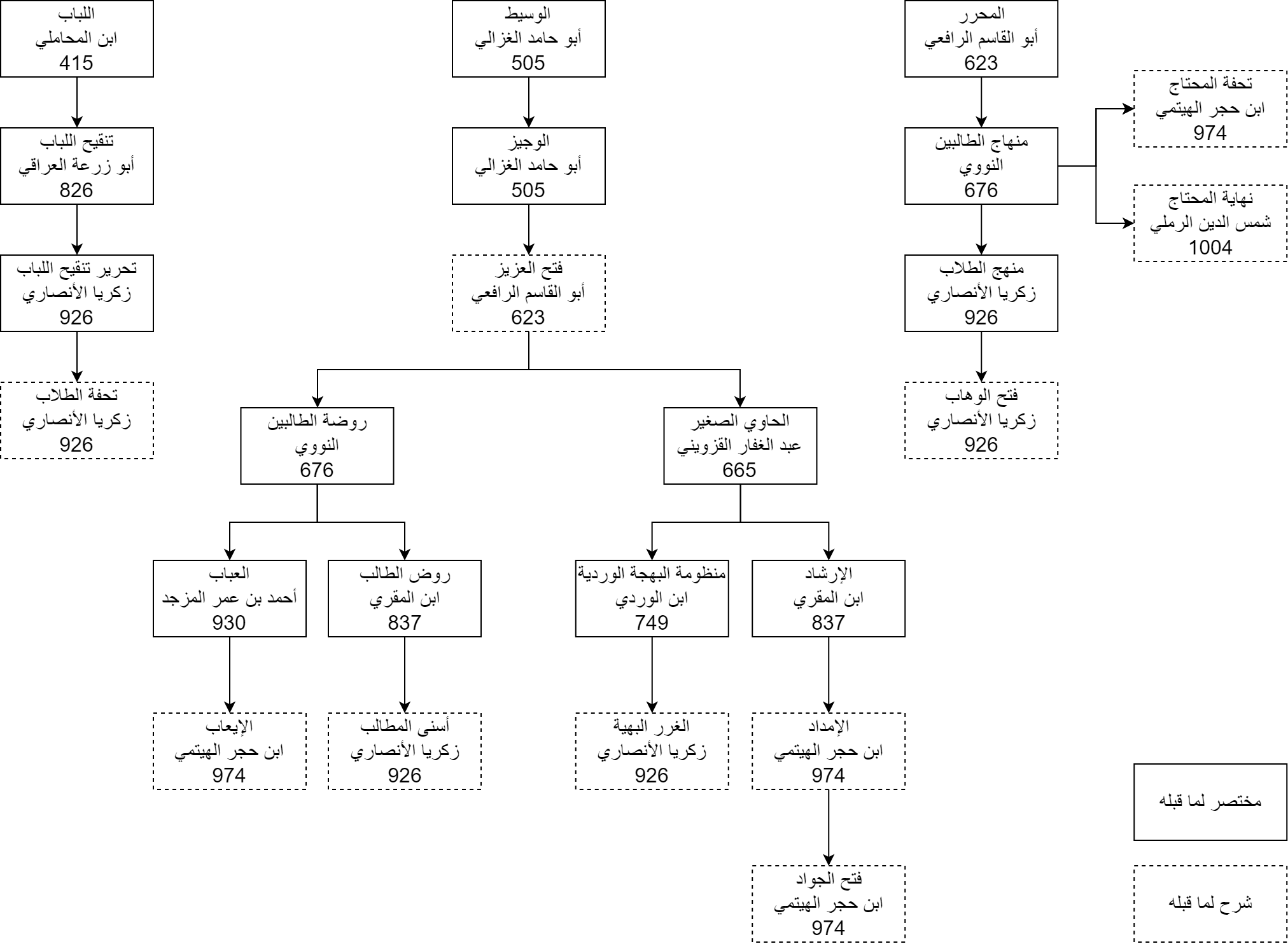
بعض أهم كتب الفقه الشافعي، ويظهر كتاب "الوجيز" أعلى وسط الشجرة.

الوجيز واسمه الكامل الوجيز في فقه مذهب الإمام الشافعي أو الوجيز في فقه الإمام الشافعي، هو كتابٌ من تأليف الإمام أبو حامد الغزالي (ت. 505 هـ)، في فقه الإمام الشافعي (ت. 204 هـ).
وللكتاب شروحات واختصارات كثيرة، حتى قال السلفاني «وقفت للوجيز على سبعين شرحاً». وقد قيل لو كان الغزالي نبياً لكان معجزته «الوجيز».

## تعريف بالكتاب
الكتاب هو مختصر في الفقه الشافعي وعلم الخلاف، يتضمن آراء الشافعي إلى جانب أبي حنيفة ومالك والمزني. ويعتبر «الوجيز» ضمن سلسلة من كتب الغزالي في الفقه الشافعي، وهذه السلسلة هي «البسيط» و«الوسيط» و«الوجيز». وأساس هذه الكتب كلها هو كتاب «نهاية المطلب في دراية المذهب» لإمام الحرمين الجويني (ت. 478 هـ) أستاذ الغزالي.
وقد وضّح هذا ابن حجر الهيتمي (ت. 973 هـ) حين قال:
وهذه الكتب ذكرها شعراً أبو حفص عمر بن عبد العزيز بن يوسف الطرابلسي (ت. 515 هـ)، فقال:
وقد ذهب البعض، كالسيد علوي بن أحمد السقاف (ت. 1355 هـ) ومحمد الزحيلي بالقول بأن «الخلاصة» المذكورة في هذا البيت إنما هي اختصار لكتاب «الوجيز» للغزالي نفسه، غير أن الأرجح هو أن «الخلاصة» تشير إلى كتاب «خلاصة المختصر ونقاوة المعتصر» للغزالي، وهو اختصار وترتيب لكتاب «مختصر المزني».

## المخطوطات
للكتاب عدد من المخطوطات، منها نسخة عليها خط مؤلفه الغزالي محفوظة في مكتبة جامعة ييل بالولايات المتحدة الأمريكية،، ومن أقدم نسخه أيضاً نسخة كتبت سنة 575 هـ بخط عمر بن قاسم بن عمر الدوالي، وهي في مكتبة الأزهر تحت رقم (74) 1045 فقه شافعي، كما توجد نسخة مصورة عن هذه النسخة في معهد المخطوطات العربية.
كما توجد نسخة مخطوطة في مكتبة الإمبروزيانا بميلانو وفي معهد المخطوطات الزوايا الحمزاوية بالمغرب.

## الطبع
طُبع الكتاب غير ذي مرة، منها:
- مطبعة الآداب والمؤيد، في جزءين - القاهرة، سنة 1317 هـ.[10]
- دار المعرفة - بيروت سنة 1399 هـ.[11]
- دار الفكر - بيروت سنة 1414 هـ بعناية خالد العطار.[9]

## كتب متعلقة بالوجيز
هذه أسماء بعض الشروح والحواشي على كتاب الوجيز:

### الشروح
- «شرح إبهام الوجيز والوسيط» لأسعد بن محمود العجلي (ت. 600 هـ).
- شروح الإمام فخر الدين الرازي (ت. 606 هـ).
- «فتح العزيز» أو «العزيز في شرح الوجيز» للرافعي القزويني (ت. 623 هـ).

### المختصرات
- «روضة الطالبين» أو «روضة الطالبين وعمدة المفتين» للنووي (ت. 676 هـ)، وهو شرح لاختصار الرافعي.
- «التلخيص الحبير» لابن حجر العسقلاني (ت. 852 هـ).
- اختصرها أبو بكر بن بهرام الأنصاري (نحو سنة 890 هـ).

### الحواشي
- «المهمات» لجمال الدين الإِسْنَوي (ت. 772 هـ).
- «المهمات على المهمات» لزين الدين العراقي (ت. 806 هـ).[12]